# Sture Ericson (politiker)
Sture Torsten Ericson, född 7 september 1937 i Nederluleå församling i Norrbottens län, är en svensk tidigare ämbetsman och riksdagsman. Som ledamot i utrikesutskottet var han ett av socialdemokraternas tunga namn i utrikesfrågor. Han är idag knuten till företaget Security Alliance.
Ericson var i början av 60-talet SSUs internationella sekreterare och fullgjorde sin värnplikt 1962–1963 vid B-kontoret, en enhet vid Försvarsstabens sektion II/Inrikesavdelningen som senare kom att bli Informationsbyrån, en grupp som hade tydlig politisk inriktning med starka band till Socialdemokraterna. Han var också anställd där en kortare tid.
Ericson var generaldirektör för Överstyrelsen för civil beredskap fram till dess nedläggning 2002. Han verkade för att omvandla civilförsvarets inriktning från förberedelser för ”ett allt mindre sannolikt väpnat angrepp” till civil krishantering och fredsfrämjande och humanitära insatser utomlands. Han har länge arbetat för nedrustning av den svenska militären.
Som Försvarsutskottets viceordförande förordade han 1993 anslutning till VEU och året därpå samarbete med Nato.
Som medlem i den så kallade rådgivande nämnden gav Ericson klartecken för regeringens beslut att exportera vapen till Indonesien, Kuwait, Saudiarabien, Bahrain, Qatar, Förenade Arabemiraten (Abu Dhabi och Dubai) och Oman. Det ledde till kritik på grund av de ofria förhållandena i dessa länder. Inför riksdagsvalet 1994 beslöt Örebro läns socialdemokratiska distriktskongress att inte nominera honom till riksdagen, bland annat på grund av vapenexporten.